# Fluidna i kristalizirana inteligencija
U psihologiji, fluidna i kristalizirana inteligencija faktori su opće inteligencije koje je 1971. odredio Raymond Cattell. Fluidna i kristalizirana inteligencija mođusobno koreliraju.
Fluidna inteligencija slična je g-faktoru, a predstavlja one sposobnosti koje su u većoj mjeri biološki određene. Važna je pri rješavanju novih problema gdje znanje i iskustvo mnogo ne koristi. Fluidna inteligencija na neki način teče kroz različite oblike inteligentnog ponašanja. To je neka vrsta prirodne inteligencije koja predstavlja potencijal za razvoj kristalizirane inteligencije. Predstavlja neku biološki određenu sposobnost koja se vrlo intenzivno razvija do adolescencije. Doseže vrhunac do 16. ili 17. godine. 
Kristalizirana inteligencija predstavlja ona znanja, vještine i sposobnosti koje neki pojedinac razvije tijekom života. Ona je zapravo ispunjenje nečijih mogućnosti. Ona je oblik realizirane inteligencije koja se očituje u znanjima i vještinama koje čovjek usvaja tijekom života, te stoga ne opada u starosti. 
Možemo reći da je inteligencija ljudi tijekom života stabilna zato što rast kristalizirane na neki način nadoknađuje pad fluidne inteligencije.